# Euphyia kirschi
Euphyia kirschi är en fjärilsart som beskrevs av J. Peter Maassen 1890. Euphyia kirschi ingår i släktet Euphyia och familjen mätare. Inga underarter finns listade i Catalogue of Life.